# Latina (Madrid)

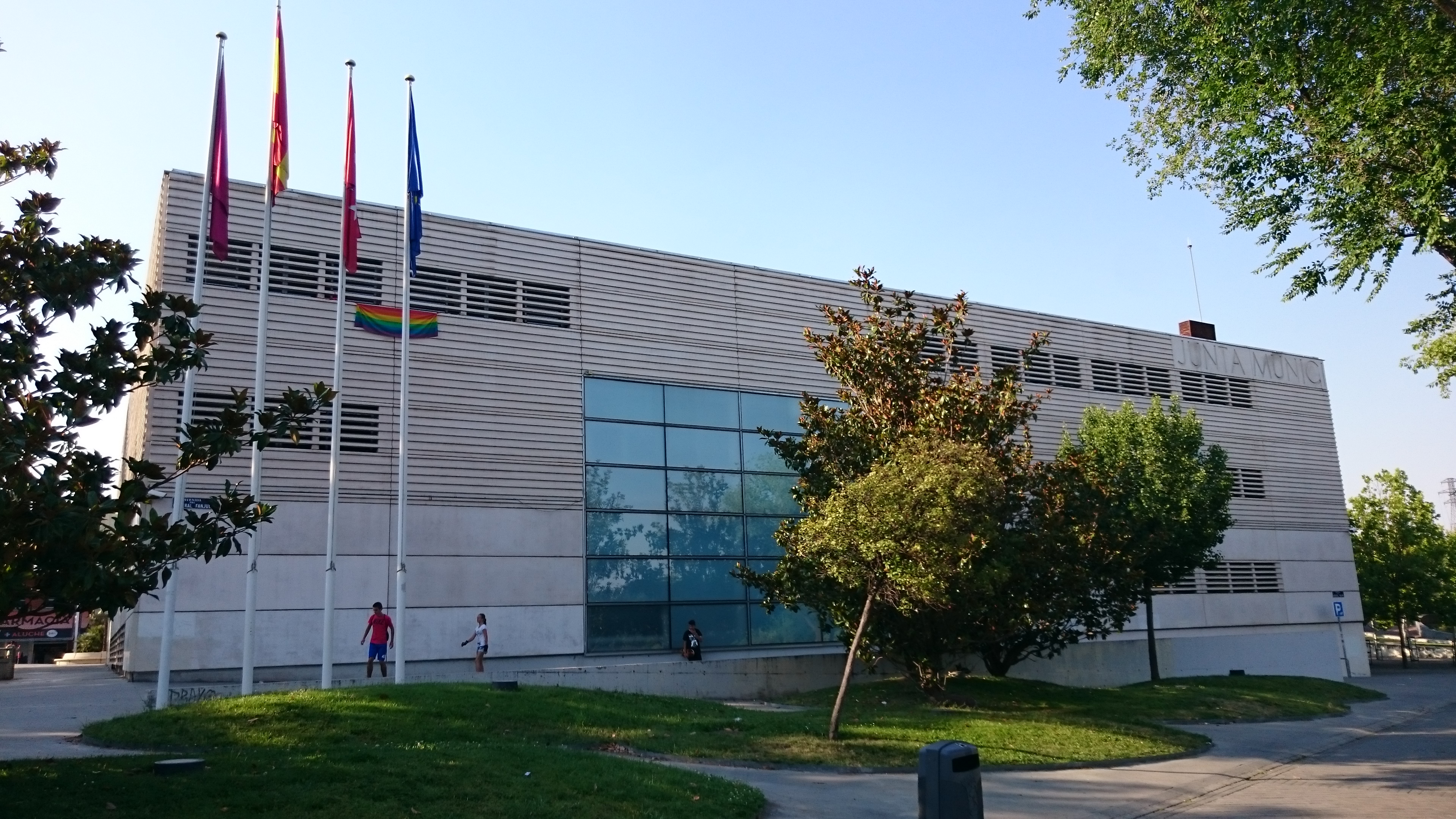
Junta Municipal del Districte de Latina.

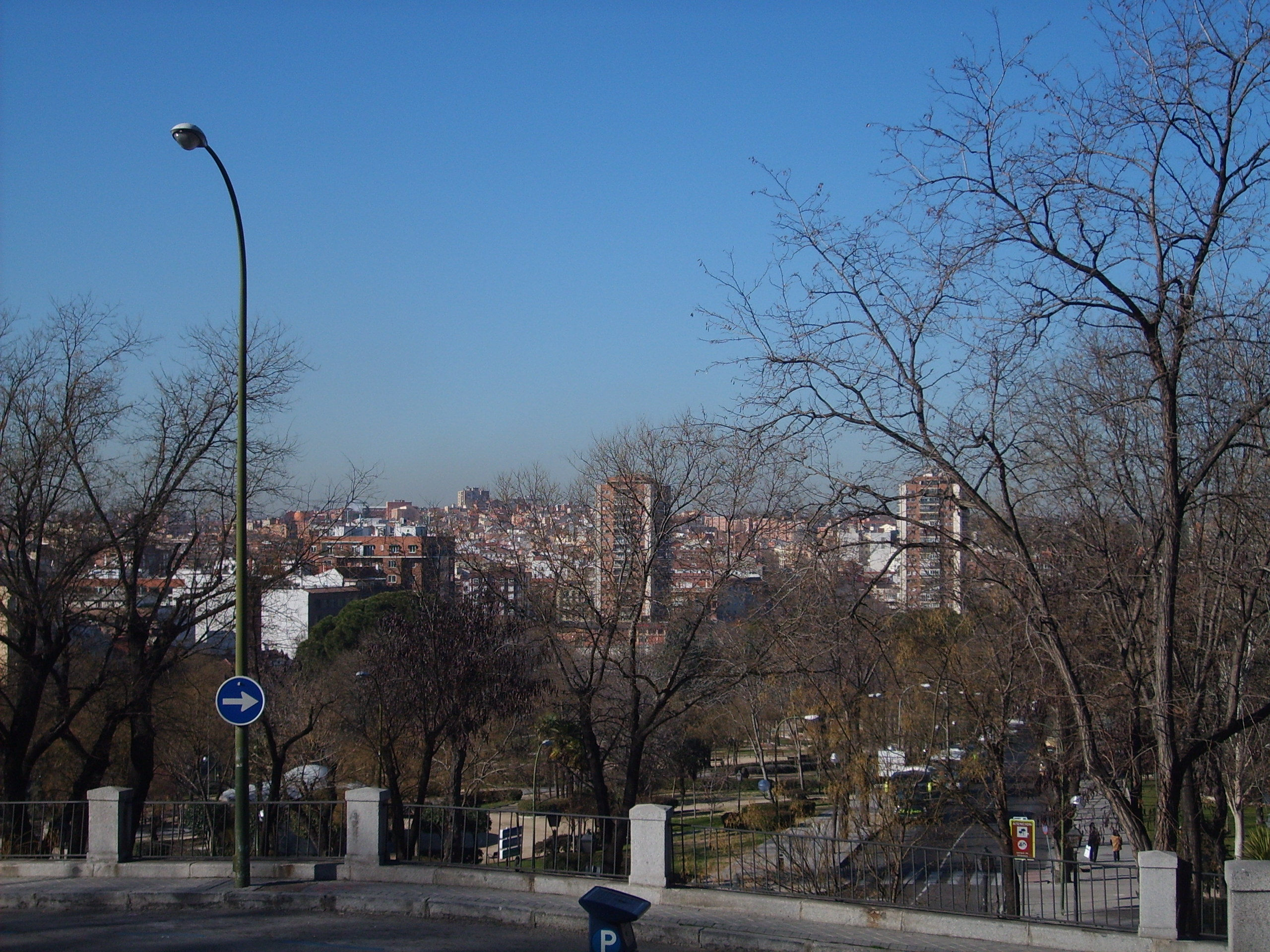
Vista del districte de Latina des de la cuesta de la Vega.

Latina és un districte de Madrid. No s'ha de confondre amb el Barri de La Latina al districte de Centro també de Madrid. Actualment, i en cert mesura a causa d'aquesta coincidència, el terme té un ús molt més administratiu que popular, que tendeix a identificar aquest districte pels seus barris: Los Cármenes (10.1), Puerta del Ángel (10.2), Lucero (10.3), Aluche (10.4), Campamento (10.5), Cuatro Vientos (10.6), Las Águilas (10.7) i Batán (10.8).
Té una població de 258.667 habitants, en una superfície de 2.542,97 hectàrees. Limita amb els districtes de: Carabanchel, Arganzuela, Centro i Moncloa-Aravaca.

## Geografia
El districte està situat al sud-oest de la ciutat de Madrid. Es troba sobre uns terrenys del Quaternari, formant un gran graó sobre un estrat del terciari. La topografia ofereix una ondulació del sòl en la qual sobresurten diversos turons com Bermejo, de la Piedra, de los Alemanes, de los Cuervos, de la Mica (el de major altura) i el d'Almodóvar (de gran interès prehistòric).
Presenta diferents rierols afluents del Manzanares (Aluche, Caño Roto...), si bé avui dia aquests rierols es troben canalitzats en el subsòl.
En l'actualitat el districte discorre paral·lelament a la carretera d'Extremadura que fa de separació amb la Casa de Campo.

## Història
El nom del districte és un homenatge a La Latina, nom amb què era coneguda Beatriz Galindo, amiga íntima d'Isabel la Catòlica i en honor de la qual s'ha alçat un monument a la Puerta del Ángel.
L'origen del districte prové de la divisió administrativa de Madrid, efectuada en 1845, en la qual s'estableixen 10 districtes entre els quals figura el de La Latina. Els seus territoris pertanyien als termes municipals dels Carabancheles.
A causa de la seva ubicació propera al centre de Madrid es va inaugurar en el districte l'estació de ferrocarril de Goya, en els terrenys propers a l'actual parc de Caramuel. Aquesta estació es va denominar de Goya per la seva proximitat amb la Quinta del Sordo, propietat que el famós pintor havia adquirit en 1819 i on va pintar les seves famoses Pinturas negras. Des d'aquesta estació partia el ferrocarril que unia des de 1891 Madrid amb Navalcarnero i posteriorment aquest mateix any amb Villa del Prado. Finalment en 1901 aquest ferrocarril va ser perllongat fins a la ciutat toledana d'Almorox.
Aquest ferrocarril va ser anomenat "el trenecillo" i tenia per objecte facilitar l'entrada a Madrid dels proveïments agrícoles de la zona de les valls dels rius Guadarrama i Alberche. Va estar operatiu fins a 1970
Amb l'annexió dels Carabancheles a Madrid el 29 d'abril de 1948, tot el territori de l'actual districte va entrar a formar part del districte madrileny de Carabanchel.
En 1971 el districte de Carabanchel es divideix en tres, donant lloc als d'Usera, Carabanchel i Latina. A partir de 1980 es construeix al voltant de la carretera d'Extremadura fins a enllaçar amb els Carabancheles.
Si bé des de finals dels 70 es van formar diversos poblats xabolistes en diferents localitzacions del districte, actualment aquests poblats han estat majoritàriament desmantellats. El districte avui dia es constitueix com eminentment residencial i de gran creixement fonamentalment pel desenvolupament del P.A.U. (Pla d'Actuació Urbanística) de Carabanchel, ja que part d'ell discorre en terrenys del districte Latina.

## Transports

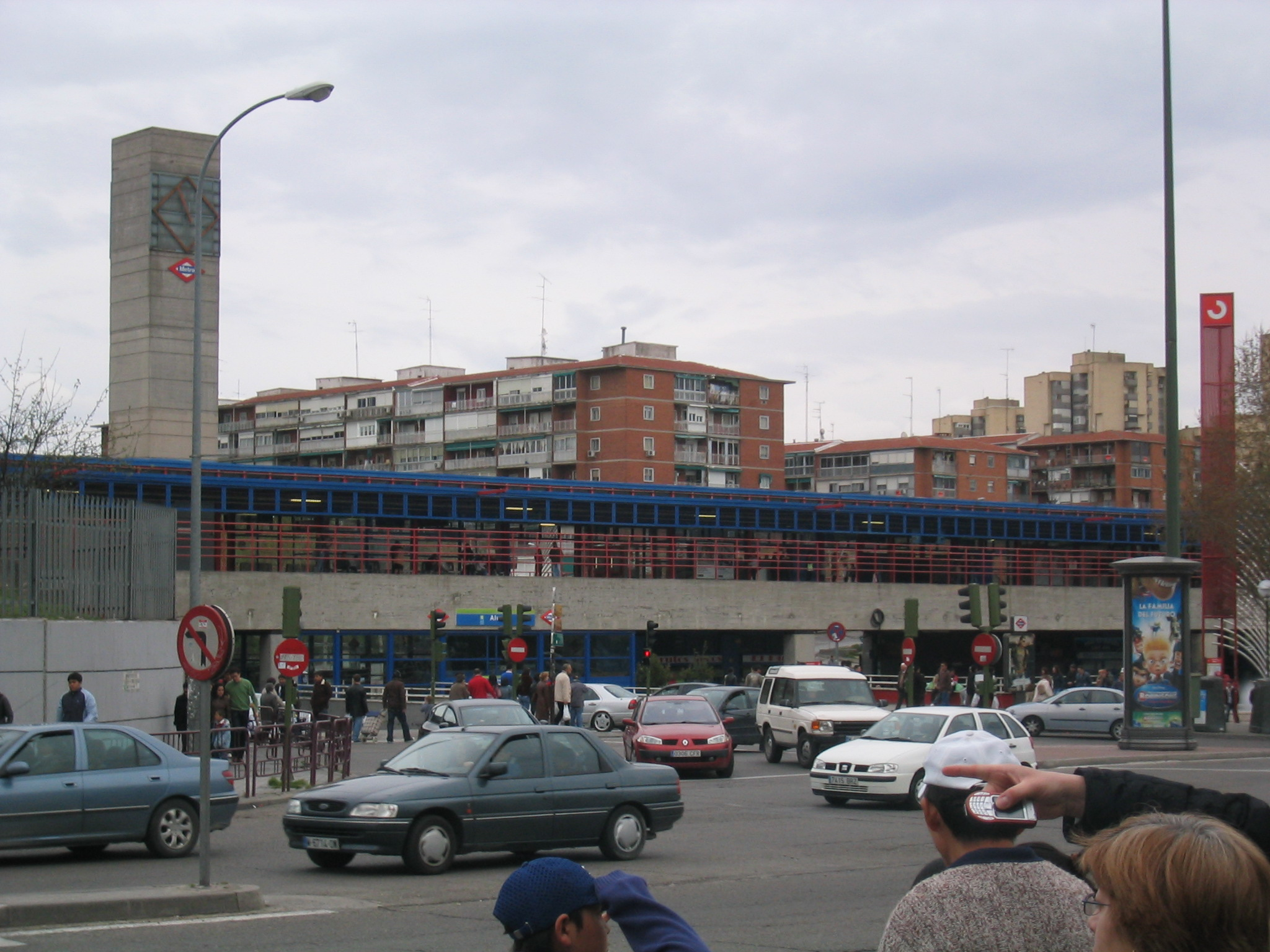
Intercanviador d'Aluche.

### Rodalies Madrid
Dins d'aquest districte s'hi troben les següents estacions, pertanyents a la línia C-5:
- Laguna (Lucero-Los Cármenes)
- Aluche (Aluche)
- Fanjul (Las Águilas)
- Las Águilas (Las Águilas)
- Cuatro Vientos (Cuatro Vientos)

### Metro de Madrid
El districte és travessat per les línies:
- : dona servei als barris d'Aluche i Campamento amb les estacions d'Eugenia de Montijo, Aluche, Empalme i Campamento.
- : dona servei als barris de Puerta del Ángel, Lucero i Los Cármenes amb les estacione de Puerta del Ángel, Alto de Extremadura, Lucero, Laguna i Carpetana.
- : dona servei als barris de Batán, Campamento, Las Águilas i Cuatro Vientos amb les estacions de Batán, Casa de Campo, Colonia Jardín, Aviación Española i Cuatro Vientos.